# Campiglossa fuscata
Campiglossa fuscata är en tvåvingeart som först beskrevs av Macquart 1851.  Campiglossa fuscata ingår i släktet Campiglossa och familjen borrflugor. Inga underarter finns listade.